# Henrik Dønnestad
Henrik Dønnestad (* 12. Oktober 1996) ist ein norwegischer Skilangläufer.

## Werdegang
Dønnestad, der für den Gulset IF startet, lief seine ersten Rennen im Scandinavian-Cup im Dezember 2016 in Lillehammer, die er auf dem 88. Platz über 10 km Freistil, auf dem 70. Rang im Sprint sowie auf dem 40. Platz im 30-km-Massenstartrennen beendete. Sein Debüt im Weltcup hatte er im Dezember 2018 in Beitostølen, wo er den 54. Platz über 10 km Freistil belegte. Bei den U23-Weltmeisterschaften 2019 in Lahti errang er den 23. Platz über 15 km Freistil. Nach Platz zwei über 10 km Freistil beim FIS-Rennen in Beitostølen zu Beginn der Saison 2022/23, lief er in Lillehammer sein zweites Weltcuprennen. Dabei holte er mit dem 15. Platz über 10 km Freistil seine ersten Weltcuppunkte.